# NGC 4960
NGC 4960 (NGC 4961) je prečkasta spiralna galaktika u zviježđu Berenikinoj kosi. Naknadno je utvrđeno da je NGC 4961 ista galaktika.

## Vanjske poveznice
- (engl.) SEDS: NGC 4960
- (engl.) Revidirani Novi opći katalog
- (engl.) Izvangalaktička baza podataka NASA-e i IPAC-a
- (engl.) Astronomska baza podataka SIMBAD
- (engl.) VizieR